# Core Magazine
Core Magazine Co. Ltd. (яп. 株式会社コアマガジン кабусики гайся коа магадзин) — японское издательство, выпускающее порнографические журналы и хентайную мангу, в том числе яой, например, Kirepapa. Компания была основана в 1985 под названием Shonen Shuppansha (яп. 株式会社少年出版社). По данным на 2009 год, входит в число пяти японских компаний, лидирующих в индустрии эротической манги. Владеет собственной сетью магазинов «Core Books» (яп. コアブックス).

## Журналы
- Bubka (яп. ブブカ)
- Comic Zero EX (яп. コミック0EX), появился как замена Comic Mega Plus (яп. コミックメガプラス) в 2007 году.[5]
- Comic Hotmilk (яп. コミックホットミルク)
- Comic Mega GOLD (яп. コミックメガGOLD), журнал бакуню-манги
- Comic MegaStore (яп. コミックメガストア)
- drap, журнал яойной манги
- Comic Nyan2 Club GOLD (яп. コミックニャン2倶楽部GOLD)
- Gekiga Madmax (яп. 劇画マッドマックス)
- Manga Bangaichi (яп. 漫画ばんがいち)

О компьютерных играх
- MegaStore (яп. メガストア)
- G-type
- Voice-type